# Gruppa NLMK
Gruppa NLMK, ryska: Группа НЛМК, alternativt Novolipetskij Metallurgitjeskij Kombinat, ryska: Новолипецкий металлургический комбинат, är en rysk multinationell stålproducent som har verksamheter på tre kontinenter Asien, Europa och Nordamerika. 2016 var företaget landets största med en årsproduktion på 16,64 miljoner ton stål.
NLMK grundades 1931 och blev privatiserad 1993 efter att Sovjetunionen kollapsade två år tidigare. Företagets nuvarande huvudägare och styrelseordförande Vladimir Lisin fick först 13% av företaget men det ökades till en kontrollerande aktiepost via domstol. Han blev slutligen ensam ägare efter det ryska ministeriet för metallurgi beslutade om vem som borde äga stålproducenten, allt hände under år 2000. Den 15 december 2005 lät Lisin att 42 miljoner aktier eller cirka 7% av företagets totala aktier skulle handlas på London Stock Exchange. Den 25 juli 2006 blev NLMK även listad på Moscow Interbank Currency Exchange, som är en av två föregångare till dagens Moskvabörsen.
För 2016 hade NLMK en omsättning på omkring $7,6 miljarder och för 2017 en personalstyrka på 51 550 anställda. Deras huvudkontor i ligger i Lipetsk.